# Franz Biese
Franz Biese, vollständig Franz Carl Biese (* 11. Mai 1803 in Friedland (Mecklenburg); † 19. April 1895 in Putbus), war ein deutscher klassischer Philologe, Pädagoge und langjähriger Oberlehrer am Pädagogium Putbus. Er war ein anerkannter Aristoteles-Forscher seiner Zeit.

## Leben
Franz Biese war der Sohn des Erdmann Biese (1761–1840), Stadtmusiker und Organist an der Marienkirche in Friedland, und der Maria Dorothea Petersen. Er studierte an den Universitäten in Berlin und Halle Philologie und Philosophie. 1829 wurde er Lehrer am Joachimsthalschen Gymnasium. 1835 veröffentlichte er den ersten Band der „Philosophie des Aristoteles“, mit dem er über die Fachkreise der Philologen und Philosophen hinaus große Anerkennung fand. König Friedrich Wilhelm III. ernannte ihn zum Professor. 
Im April 1836 wurde er durch die Schulbehörde nach Putbus auf Rügen berufen, wo er zusammen mit Ferdinand Hasenbalg an der Einrichtung eines Gymnasiums mitwirkte. Am 7. Oktober 1836 begann er als erster Oberlehrer des Gymnasiums Putbus seine offizielle Lehrtätigkeit. Einige Jahre später nahm er wieder seine Arbeiten an der „Philosophie des Aristoteles“ und veröffentlichte 1842 den zweiten Band. Mit diesem fand er erneut sowohl bei den Philosophen als auch bei den Naturwissenschaftlern Anerkennung. Alexander von Humboldt sandte ihm eine Prachtausgabe seines „Kosmos“. Biese war mit Humboldt, der wiederholt im Gefolge des Königs Friedrich Wilhelm IV. Putbus besucht hatte, in nähere persönliche Bekanntschaft getreten. Die Universität Greifswald verlieh ihm die Ehrendoktorwürde. 
In den folgenden Jahren verfasste er Lehrbücher und unterrichtete erfolgreich Griechisch und Deutsch. Im Herbst 1878 ging er nach 42 Jahren Lehrtätigkeit in den Ruhestand.
1895 starb er an den Folgen einer Lungenentzündung.
Franz Biese war mit Luise Schwing (1816–1881) verheiratet, einer Tochter des Christian Schwing, Pächter auf Darsband, und der Louisa Christina Kriebel. Die beiden hatten drei Töchter und drei Söhne, darunter der spätere Literaturhistoriker Alfred Biese (1856–1930).

## Schriften
- Die Philosophie des Aristoteles in ihrem inneren Zusammenhange, mit besonderer Berücksichtigung des philosophischen Sprachgebrauchs aus dessen Schriften entwickelt von Franz Biese. Bd. 1: Logik und Metaphysik. Berlin 1835, Bd. 2: Die besonderen Wissenschaften. Berlin 1842.
- Philosophische Propädeutik für Gymnasien und höhere Bildungsanstalten. Berlin 1845.
- Handbuch der Geschichte der deutschen National-Literatur für Gymnasien und höhere Bildungsanstalten. 2 Bde., Reimer, Berlin 1846–1848.